# Who's Who (film 1937)
Who's Who è un cortometraggio muto del 1937 diretto da Al Christie.

## Produzione
Il film fu prodotto dall'Educational Films Corporation of America ed E. W. Hammons Production

## Distribuzione
Distribuito dalla Twentieth Century Fox Film Corporation, il film uscì nelle sale cinematografiche USA il 22 ottobre 1937.